# Берзарін Микола Ерастович
Берзарін Микола Ерастович (нар. 19 березня (1 квітня) 1904, Санкт-Петербург — 16 червня 1945, Берлін) — радянський воєначальник, генерал-полковник, Герой Радянського Союзу, перший радянський комендант Берліна.

## Життєпис
В 1914 році закінчив початкове училище.
Військову службу розпочав в 1918 році червоноармійцем 17-ї армії Петроградської бойової дільниці. В 1920 році воював на Північному фронті, в 1921 брав участь у придушенні Кронштадтського повстання. В 1923 році закінчив 2-гі Петроградські піхотні командні курси, в 1925 — кулеметні курси при школі командного складу «Выстрел», в 1927 — курси комскладу Сибірського військового округу.
Член ВКП(б) з 1926 року.
З квітня 1931 року — командир роти, з березня 1932 — секретар партбюро Іркутських курсів підготовки командирів піхоти, з липня 1933 року — помічник начальника відділу бойової підготовки Особливої Червонопрапорної Далекосхідної армії (ОКДВА), з лютого 1935 — командир 77-го Новгородського стрілецького полку 26-ї стрілецької дивізії, з серпня 1937 — начальник 2-го відділу штабу Приморської групи військ ОКДВА.
У червні 1938 року як командир 32-ї стрілецької дивізії брав участь у боях біля озера Хасан. З лютого 1939 — командир 59-го стрілецького корпусу ОКДВА, з липня 1940 — заступник командувача 1-ї Червонопрапорної армії Далекосхідного фронту.
З 4 червня 1940 — генерал-майор, з травня 1941 — командувач 27-ї армії Прибалтійського Особливого військового округу.
На початок Радянсько-німецької війни воював в Прибалтиці. З грудня 1941 — командир 34-ї армії Північно-Західного фронту. В лютому—травні 1942 брав участь у операції під Дем'янськом, але не зміг утримати фронт від прориву. У жовтні 1942 був понижений до заступника командувача 61-ї армії, потім — заступника командувача 20-ї армії.
З 28 квітня 1943 — генерал-лейтенант. З вересня 1943 року — командувач 39-ю армією, яка брала участь у Смоленській наступальній операції і боях 1943—1944 років під Вітебськом.
З 27 травня 1944 — командувач 5-ю ударною армією. Армія брала участь в Яссько-Кишинівській та Вісло-Одерській операціях, у взятті Берліна.
6 квітня 1945 присвоєне звання Героя Радянського Союзу.
24 квітня 1945 року призначений першим радянським комендантом і начальником радянського гарнізону Берліна.
16 червня загинув в автомобільній аварії при загадкових обставинах.
Почесний громадянин Берліна.
Про М. Е. Берзаріна написано твір В. Собко «Моя рана Берлін» присвячений військово-адміністративній діяльності генерал-полковника першого коменданта в колишній фашистській столиці.